# Cause of Death
Cause of Death je drugi studijski album američkog death metal-sastava Obituary objavljen 19. rujna 1990. godine. To je prvi studijski album s basistom Frankom Watkinsom i jedini s gitaristom Jamesom Muphyjem. Smatra se jednim od njihovih najpopularnijih albuma.
Omot albuma, kojeg je dizajnirao Michael Whelan izvorno je trebao biti za album Beneath the Remains brazilskog metal sastava Sepultura.

## Popis pjesama
Tekstovi: John Tardy (osim pjesma 4.), glazba: Trevor Peres (pjesme 1. - 3., 5. - 9.), Donald Tardy (pjesme 1. - 3., 5. - 6., 8. - 9.).
| 1. | »Infected«                                     | 5:34 |
| 2. | »Body Bag«                                     | 5:48 |
| 3. | »Chopped in Half«                              | 3:43 |
| 4. | »Circle of the Tyrants« (obrada Celtic Frosta) | 4:24 |

| Strana B | Strana B            | Strana B | Strana B | Strana B | Strana B | Strana B | Strana B | Strana B | Strana B |
| Br.      | Skladba             | Trajanje |          |          |          |          |          |          |          |
| -------- | ------------------- | -------- | -------- | -------- | -------- | -------- | -------- | -------- | -------- |
| 5.       | »Dying«             | 4:29     |          |          |          |          |          |          |          |
| 6.       | »Find the Arise«    | 2:49     |          |          |          |          |          |          |          |
| 7.       | »Cause of Death«    | 5:38     |          |          |          |          |          |          |          |
| 8.       | »Memories Remain«   | 3:44     |          |          |          |          |          |          |          |
| 9.       | »Turned Inside Out« | 4:56     |          |          |          |          |          |          |          |
| 41:05    |                     |          |          |          |          |          |          |          |          |

| Bonusovi pjesme na izdanju s 1997. | Bonusovi pjesme na izdanju s 1997. | Bonusovi pjesme na izdanju s 1997. | Bonusovi pjesme na izdanju s 1997. | Bonusovi pjesme na izdanju s 1997. | Bonusovi pjesme na izdanju s 1997. | Bonusovi pjesme na izdanju s 1997. | Bonusovi pjesme na izdanju s 1997. | Bonusovi pjesme na izdanju s 1997. | Bonusovi pjesme na izdanju s 1997. |
| Br.                                | Skladba                            | Trajanje                           |                                    |                                    |                                    |                                    |                                    |                                    |                                    |
| ---------------------------------- | ---------------------------------- | ---------------------------------- | ---------------------------------- | ---------------------------------- | ---------------------------------- | ---------------------------------- | ---------------------------------- | ---------------------------------- | ---------------------------------- |
| 10.                                | »Infected« (demoverzija)           | 4:16                               |                                    |                                    |                                    |                                    |                                    |                                    |                                    |
| 11.                                | »Memories Remain« (demoverzija)    | 3:34                               |                                    |                                    |                                    |                                    |                                    |                                    |                                    |
| 12.                                | »Chopped in Half« (demoverzija)    | 3:45                               |                                    |                                    |                                    |                                    |                                    |                                    |                                    |
| 51:40                              |                                    |                                    |                                    |                                    |                                    |                                    |                                    |                                    |                                    |

## Zasluge
Obituary
- John Tardy - vokali, tekstovi
- James Murphy - glavna gitara
- Trevor Peres - ritam gitara, glazba
- Frank Watkins - bas-gitara
- Donald Tardy - bubnjevi, glazba

Ostalo osoblje
- Scott Burns - produkcija
- Rob Mayworth - logotip sastava
- Michael R. Whelan - omot albuma
- Allen West - glazba (pjesma 7.)
- Carole Segal - fotografije
- Shaun Clark - fotografije
- Tim Hubbard - fotografije